# Josef Dýma
Josef Dýma (13. března 1882, Náměšť nad Oslavou – 2. srpna 1933, Praha) byl moravský novinář, spisovatel, překladatel a legionář.

## Biografie
Josef Dýma se narodil v rodině hodináře Franze Dýmy a Marie rozené Schmiedl. Měl tři sourozence: Karla (1880), Elisabeth (1883) a Jenovéfu (1886–1886).
V roce 1902 odmaturoval na reálném gymnáziu v Brně a nastoupil na Vysoké učení technické. Od roku 1904 pracoval jako redaktor postupně v Moravské Orlici, v Olomouci v novinách Pozor (od 1908) a v Uherském Hradišti v novinách Zájmy Slovače (od 1912).
Na začátku první světové války nastoupil do armády a zúčastnil se bojů v Haliči, v srpnu 1914 byl zajat ve Zloczówě a dostal se do zajateckého tábora v Taškentu, kde se r. 1915 účastnil vzpoury zajatců vůči nelidským podmínkám. Začal psát pro časopis Čechoslovák, který vycházel v Petrohradě, v souvislosti s tím začal působit ve Svazu česko-slovenských spolků na Rusi a do r. 1917 redigoval spolkový časopis Zprávy. V témže roce začal pracovat pro časopis Čechoslovan, který vycházel v Kyjevě. V prosinci 1917 vstoupil do 2. roty československého 2. záložního pluku, od března následujícího roku převzal velení roty, od dubna pak velel 2. rotě 10. střeleckého pluku Jana Sladkého Koziny. Posléze se stal členem vojenského odboru Odbočky Československé národní rady na Rusi, kde zastupoval pluk Jana Sladkého Koziny. V červnu 1918 začal působit v redakci Československého válečného věstníku, tam pracoval do ledna 1919. V srpnu 1918 začal psát pro Československý deník a od ledna 1919 působil jako zahraniční korespondent z Vladivostoku.
V červnu téhož roku se vrátil do Československa a nastoupil na pozici odpovědného redaktora do časopisu Československý legionář, kde působil do roku 1921. Následně mezi lety 1921 a 1924 pracoval v Plzni v novinách Český směr a od roku 1925 pracoval jako šéf zahraničního zpravodajství v novinách Národní osvobození.
Pracoval také pro Československou obci legionářskou, působil v Syndikátu československých novinářů, překládal z ruštiny a napsal několik knih s tematikou legionářů. Jeho jméno je uvedeno na pamětní desce obětem 1. a 2. světové války na budově staré radnice v Náměšti nad Oslavou.

## Dílo

### Próza
- Povídky a bizarrerie – Brno: Arnošt Píša, 1907
- Ztráta 400.000 korun národního jmění: divadelní aféra – Brno: vlastním nákladem, 1908
- Žhavé krůpěje: črty – Brno: Moravská knihovna, 1908
- Ironický románek – Brno: Vavřín Brumovský, 1910
- Otřesy: chvíle hrůzy, čtyři povídky částečně v dramatické úpravě – Praha: František Švejda, 1919
- Cestou k svobodě. Kniha první, Revoluční propagace. Úvahy a besídky uveřejněné v Rusku 1915–1917 – Praha: Vydavatelstvo malozemědělců, 1920
- Od obrození národa k jeho svobodě – Plzeň: Jaroslav Mareš, 1920
- Anabase: úvahy a besídky uveřejněné v Rusku 1918-–1919 – Praha: Památník odboje, 1922

### Překlady
- Ďábelské úklady a jiné humoresky – Arkadij Averčenko. Plzeň: Jaroslav Mareš, 1920
- Ruský humor – Arkadij Averčenko. Plzeň. Jaroslav Mareš, 1920
- Počátky civilisace – Lev Iljič Mečnikov; přeložil a opatřil úvodem. Praha: Památník odboje, 1922
- Zamilovaný Filimon Buzykin; Silní a slabí; Konec Hraběte Zvenigorodceva; Člověk v zrcadle; Slepci; Co se komu líbí – Arkadij Averčenko. Plzeň: s. n., 1929

- Nos – Nikolaj Vasil’jevič Gogol. Praha: Adolf Synek, 1929
- Mrtvé město Chara-Choto: Mongolsko a Amdo: Expedice ruské zeměpisné společnosti Petra Kuzmicha Kozlova – Praha: Pokrok, 1929
- Šibal Gryška – Michail Zoščenko. Praha: A. Synek, 1929
- SOS od Severního pólu: Záchranná expedice Krasina – R. L. Samojlovič. Praha: Pokrok, 1930
- Nová láska: román – Pantělejmon Romanov. Brno: Národní osvobození, 1932
- Německo klíčem k mezinárodní situaci – Lev Davidovič Trockij. Praha: Otto Girgal, 1932

Překládal ještě díla Ilje Ilfa a Vjačeslava Jakovleviče Šiškova.

### Dramatické práce
- Hra na papínka: veselohra o třech dějstvích – Praha: F. Švejda, 1922

### Jiné
- Jak bude za evropské války: vylíčení na základě statistických dat – vydavatel a zodpovědný redaktor Josef Dýma. Uherské Hradiště: v. n., 1912
- Velký Čechoslovan: kalendář na rok 1917 – redakcí Josefa Dýmy. Kijev: Čechoslovan, 1916/1917
- Malý Kalendář Čechoslovana – redakcí Josefa Dýmy. Kijev: s. n., 1917